# Телче
Телче (словен. Telče) је насељено место у општини Севница, Посавска регија, Словенија.

## Историја
До територијалне реорганизације у Словенији било је у саставу старе општине Севница.

## Становништво
У попису становништва из 2011. године, Телче је имало 77 становника.
| Број становника према пописима | Број становника према пописима | Број становника према пописима |
| ------------------------------ | ------------------------------ | ------------------------------ |
| 1991                           | 2002                           | 2011                           |
| 80                             | 88                             | 77                             |

Напомена: Повећано за насеље Нова Гора, које је укинуто.

## Галерија
- сеоски детаљ
- сеоски детаљ